# Lista de municípios de Santa Catarina por IFDM
Esta é uma lista de municípios de Santa Catarina ordenados por Índice FIRJAN de Desenvolvimento Municipal (IFDM) conforme dados divulgados pelo Sistema FIRJAN em 2018 com base no ano de 2016.
O Índice FIRJAN de Desenvolvimento Municipal (IFDM) é um estudo anual criado para acompanhar o desenvolvimento humano, econômico e social dos municípios do Estado do Rio de Janeiro e do Brasil (5.565 no total), com base exclusivamente em estatísticas oficiais. Ele leva em conta três indicadores: emprego e renda como um único indicador e  educação e saúde como indicadores separados, cada qual com um conjunto respectivo de variáveis. Devido às suas características, a ferramenta tem servido como uma fotografia de políticas públicas e como fonte para "estudos nacionais e internacionais a respeito do desenvolvimento brasileiro". Mesmo porque seu resultado é capaz de retratar o nível de desenvolvimento de cada cidade e, assim, dar uma ideia sobre a qualidade de vida de seus cidadãos.
O IFDM é semelhante ao Índice de Desenvolvimento Humano (IDH), calculado pela ONU. Uma diferença entre ambos é que os dados do IFDM “podem ser coletados todo ano”, ao passo que os do IDH só são levantados uma vez por década, pois dependem de “dados do censo demográfico, realizado a cada 10 anos.”

## Categorias

Mapa do IFDM do Estado de Santa Catarina em 2016.Legenda:
Alto (45 municípios)
Moderado (243 municípios)
Regular (3 municípios)
Baixo (nenhum município)
Sem dados (4 município)

O índice varia de zero (valor mínimo) até 1 (valor máximo), sendo considerado:
- Alto, resultados superiores a 0,8 pontos;
- Moderado, resultados entre 0,6 e 0,8 pontos;
- Regular, resultados entre 0,4 e 0,6 pontos;
- Baixo, resultados inferiores a 0,4 pontos;

## Lista dos municípios
| Posição                  | Município                    | IFDM Consolidado (2016) | Emprego e Renda      | Educação             | Saúde                |
| Desenvolvimento alto     | Desenvolvimento alto         | Desenvolvimento alto    | Desenvolvimento alto | Desenvolvimento alto | Desenvolvimento alto |
| ------------------------ | ---------------------------- | ----------------------- | -------------------- | -------------------- | -------------------- |
| 1º                       | Concórdia                    | 0.8781                  | 0.7544               | 0.9239               | 0.9560               |
| 2º                       | Chapecó                      | 0.8684                  | 0.7667               | 0.9078               | 0.9309               |
| 3º                       | Rio do Sul                   | 0.8636                  | 0.7413               | 0.9090               | 0.9404               |
| 4º                       | Joaçaba                      | 0.8608                  | 0.7723               | 0.9143               | 0.8956               |
| 5º                       | Florianópolis                | 0.8584                  | 0.7680               | 0.8839               | 0.9233               |
| 6º                       | Balneário Camboriú           | 0.8575                  | 0.7703               | 0.8715               | 0.9308               |
| 7º                       | São Lourenço do Oeste        | 0.8482                  | 0.7286               | 0.8772               | 0.9389               |
| 8º                       | Tubarão                      | 0.8399                  | 0.7407               | 0.8742               | 0.9050               |
| 9º                       | São Bento do Sul             | 0.8385                  | 0.7120               | 0.9099               | 0.8937               |
| 10º                      | Blumenau                     | 0.8354                  | 0.7064               | 0.8905               | 0.9094               |
| 11º                      | Brusque                      | 0.8343                  | 0.7220               | 0.8592               | 0.9217               |
| 12º                      | Pinhalzinho                  | 0.8338                  | 0.6953               | 0.8804               | 0.9257               |
| 13º                      | São Miguel do Oeste          | 0.8337                  | 0.7213               | 0.8948               | 0.8852               |
| 14º                      | Itajaí                       | 0.8299                  | 0.6625               | 0.8976               | 0.9296               |
| 15º                      | Braço do Norte               | 0.8281                  | 0.7339               | 0.8695               | 0.8810               |
| 16º                      | Timbó                        | 0.8278                  | 0.6678               | 0.9136               | 0.9019               |
| 17º                      | Xaxim                        | 0.8266                  | 0.7412               | 0.8726               | 0.8660               |
| 18º                      | Maravilha                    | 0.8264                  | 0.6443               | 0.9097               | 0.9252               |
| 19º                      | Treze Tílias                 | 0.8256                  | 0.7322               | 0.8944               | 0.8502               |
| 20º                      | Indaial                      | 0.8252                  | 0.6746               | 0.8966               | 0.9045               |
| 21º                      | Antônio Carlos               | 0.8249                  | 0.6468               | 0.9051               | 0.9227               |
| 22º                      | Jaraguá do Sul               | 0.8241                  | 0.6424               | 0.9118               | 0.9180               |
| 23º                      | Itapema                      | 0.8215                  | 0.7026               | 0.8532               | 0.9087               |
| 24º                      | Criciúma                     | 0.8186                  | 0.6929               | 0.8927               | 0.8702               |
| 25º                      | São José                     | 0.8159                  | 0.7214               | 0.8075               | 0.9187               |
| 26º                      | Laurentino                   | 0.8154                  | 0.6302               | 0.8929               | 0.9231               |
| 27º                      | Vargeão                      | 0.8143                  | 0.6541               | 0.8863               | 0.9025               |
| 28º                      | Itapiranga                   | 0.8142                  | 0.6228               | 0.9598               | 0.8599               |
| 29º                      | Joinville                    | 0.8137                  | 0.6553               | 0.8718               | 0.9140               |
| 30º                      | Capinzal                     | 0.8120                  | 0.7053               | 0.8556               | 0.8751               |
| 31º                      | Quilombo                     | 0.8116                  | 0.6645               | 0.8575               | 0.9128               |
| 32º                      | Peritiba                     | 0.8111                  | 0.5888               | 0.8773               | 0.9673               |
| 33º                      | Bombinhas                    | 0.8106                  | 0.6638               | 0.8698               | 0.8982               |
| 34º                      | Rodeio                       | 0.8105                  | 0.6425               | 0.8565               | 0.9326               |
| 35º                      | Xanxerê                      | 0.8092                  | 0.7301               | 0.8246               | 0.8728               |
| 36º                      | Mafra                        | 0.8089                  | 0.6371               | 0.8479               | 0.9418               |
| 37º                      | Ituporanga                   | 0.8075                  | 0.6481               | 0.8733               | 0.9012               |
| 38º                      | Pomerode                     | 0.8067                  | 0.6212               | 0.9172               | 0.8816               |
| 39º                      | Saudades                     | 0.8054                  | 0.6425               | 0.8879               | 0.8857               |
| 40º                      | Fraiburgo                    | 0.8052                  | 0.6805               | 0.8379               | 0.8973               |
| 41º                      | Içara                        | 0.8048                  | 0.6659               | 0.8747               | 0.8738               |
| 42º                      | Videira                      | 0.8047                  | 0.7168               | 0.8817               | 0.8155               |
| 43º                      | Guabiruba                    | 0.8033                  | 0.6498               | 0.8710               | 0.8892               |
| 44º                      | Arroio Trinta                | 0.8011                  | 0.5779               | 0.8919               | 0.9335               |
| 45º                      | Campo Alegre                 | 0.8006                  | 0.6920               | 0.8216               | 0.8881               |
| Desenvolvimento moderado |                              |                         |                      |                      |                      |
| 46º                      | Canoinhas                    | 0.7997                  | 0.6242               | 0.8584               | 0.9164               |
| 47º                      | São José do Cedro            | 0.7989                  | 0.5965               | 0.8973               | 0.9030               |
| 48º                      | Gaspar                       | 0.7980                  | 0.7123               | 0.8619               | 0.8197               |
| 49º                      | Luiz Alves                   | 0.7979                  | 0.6754               | 0.8671               | 0.8512               |
| 50º                      | Pouso Redondo                | 0.7977                  | 0.6150               | 0.8485               | 0.9297               |
| 51º                      | Navegantes                   | 0.7973                  | 0.6575               | 0.8749               | 0.8594               |
| 52º                      | Armazém                      | 0.7959                  | 0.7057               | 0.8694               | 0.8125               |
| 53º                      | Lontras                      | 0.7956                  | 0.6369               | 0.8906               | 0.8592               |
| 54º                      | Modelo                       | 0.7951                  | 0.6052               | 0.8828               | 0.8972               |
| 55º                      | Seara                        | 0.7939                  | 0.6342               | 0.8385               | 0.9089               |
| 56º                      | Piratuba                     | 0.7934                  | 0.6413               | 0.9099               | 0.8290               |
| 57º                      | Massaranduba                 | 0.7918                  | 0.5458               | 0.8878               | 0.9419               |
| 58º                      | Palhoça                      | 0.7914                  | 0.7523               | 0.7249               | 0.8970               |
| 59º                      | Taió                         | 0.7911                  | 0.6445               | 0.8691               | 0.8598               |
| 60º                      | Palmitos                     | 0.7907                  | 0.6217               | 0.8487               | 0.9017               |
| 61º                      | São Ludgero                  | 0.7888                  | 0.6245               | 0.8736               | 0.8683               |
| 62º                      | Urussanga                    | 0.7884                  | 0.6401               | 0.8616               | 0.8635               |
| 63º                      | Cunha Porã                   | 0.7882                  | 0.6284               | 0.8606               | 0.8756               |
| 64º                      | Ipumirim                     | 0.7880                  | 0.6470               | 0.8472               | 0.8699               |
| 65º                      | Gravatal                     | 0.7875                  | 0.6155               | 0.8773               | 0.8698               |
| 66º                      | Caibi                        | 0.7875                  | 0.5729               | 0.8771               | 0.9124               |
| 67º                      | Treviso                      | 0.7867                  | 0.5916               | 0.8516               | 0.9170               |
| 68º                      | Grão Pará                    | 0.7860                  | 0.6456               | 0.8554               | 0.8570               |
| 69º                      | Luzerna                      | 0.7856                  | 0.5238               | 0.9068               | 0.9261               |
| 70º                      | Bom Jesus                    | 0.7852                  | 0.6196               | 0.8150               | 0.9208               |
| 71º                      | Guaramirim                   | 0.7832                  | 0.5950               | 0.8324               | 0.9222               |
| 72º                      | Presidente Getúlio           | 0.7832                  | 0.6347               | 0.8424               | 0.8724               |
| 73º                      | Braço do Trombudo            | 0.7826                  | 0.5932               | 0.8837               | 0.8708               |
| 74º                      | Santo Amaro da Imperatriz    | 0.7818                  | 0.6057               | 0.8248               | 0.9148               |
| 75º                      | Ascurra                      | 0.7807                  | 0.5770               | 0.8743               | 0.8909               |
| 76º                      | Witmarsum                    | 0.7805                  | 0.5969               | 0.8273               | 0.9172               |
| 77º                      | Iomerê                       | 0.7805                  | 0.5871               | 0.9074               | 0.8469               |
| 78º                      | Coronel Freitas              | 0.7801                  | 0.5324               | 0.9401               | 0.8679               |
| 79º                      | Cocal do Sul                 | 0.7801                  | 0.5871               | 0.8893               | 0.8640               |
| 80º                      | Sombrio                      | 0.7800                  | 0.6584               | 0.8671               | 0.8145               |
| 81º                      | Cordilheira Alta             | 0.7789                  | 0.5953               | 0.8639               | 0.8777               |
| 82º                      | Porto Belo                   | 0.7789                  | 0.6052               | 0.8464               | 0.8849               |
| 83º                      | Três Barras                  | 0.7787                  | 0.6810               | 0.7740               | 0.8809               |
| 84º                      | Lauro Müller                 | 0.7774                  | 0.6657               | 0.8170               | 0.8496               |
| 85º                      | Lages                        | 0.7774                  | 0.6929               | 0.8100               | 0.8292               |
| 86º                      | Araranguá                    | 0.7771                  | 0.6708               | 0.8184               | 0.8422               |
| 87º                      | Nova Itaberaba               | 0.7766                  | 0.5652               | 0.8192               | 0.9453               |
| 88º                      | Arvoredo                     | 0.7747                  | 0.5805               | 0.8662               | 0.8774               |
| 89º                      | São João do Itaperiú         | 0.7723                  | 0.6213               | 0.7932               | 0.9024               |
| 90º                      | Aurora                       | 0.7707                  | 0.5518               | 0.8899               | 0.8704               |
| 91º                      | Araquari                     | 0.7704                  | 0.6676               | 0.7673               | 0.8764               |
| 92º                      | Barra Velha                  | 0.7703                  | 0.5683               | 0.8313               | 0.9113               |
| 93º                      | São João do Oeste            | 0.7702                  | 0.4856               | 0.8929               | 0.9320               |
| 94º                      | Corupá                       | 0.7696                  | 0.5332               | 0.8741               | 0.9015               |
| 95º                      | Anchieta                     | 0.7695                  | 0.4845               | 0.8874               | 0.9367               |
| 96º                      | Rio dos Cedros               | 0.7694                  | 0.6034               | 0.8070               | 0.8977               |
| 97º                      | Jaborá                       | 0.7693                  | 0.5410               | 0.8450               | 0.9220               |
| 98º                      | Ponte Alta do Norte          | 0.7692                  | 0.7145               | 0.7451               | 0.8479               |
| 99º                      | Orleans                      | 0.8689                  | 0.5497               | 0.8486               | 0.9085               |
| 100º                     | Pinheiro Preto               | 0.7686                  | 0.6685               | 0.8089               | 0.8284               |
| 101º                     | São Bernardino               | 0.7684                  | 0.5469               | 0.8570               | 0.9013               |
| 102º                     | Caçador                      | 0.7683                  | 0.7484               | 0.7674               | 0.7891               |
| 103º                     | São Pedro de Alcântara       | 0.7677                  | 0.4814               | 0.9009               | 0.9208               |
| 104º                     | Paraíso                      | 0.7673                  | 0.6059               | 0.8272               | 0.8689               |
| 105º                     | Urupema                      | 0.7672                  | 0.5700               | 0.7980               | 0.9336               |
| 106º                     | Rio Negrinho                 | 0.7658                  | 0.6430               | 0.8315               | 0.8230               |
| 107º                     | Garopaba                     | 0.7654                  | 0.5547               | 0.8472               | 0.8943               |
| 108º                     | Rio do Oeste                 | 0.7647                  | 0.5051               | 0.8515               | 0.9375               |
| 109º                     | São Carlos                   | 0.7645                  | 0.5268               | 0.8339               | 0.9329               |
| 110º                     | Imbituba                     | 0.7635                  | 0.6136               | 0.8173               | 0.8596               |
| 111º                     | Salto Veloso                 | 0.7634                  | 0.5527               | 0.9056               | 0.8318               |
| 112º                     | Itá                          | 0.7623                  | 0.5849               | 0.8689               | 0.8332               |
| 113º                     | Descanso                     | 0.7623                  | 0.5260               | 0.8526               | 0.9083               |
| 114º                     | Serra Alta                   | 0.7621                  | 0.4774               | 0.8698               | 0.9390               |
| 115º                     | Dona Emma                    | 0.7620                  | 0.5610               | 0.8809               | 0.8442               |
| 116º                     | Balneário Piçarras           | 0.7616                  | 0.4687               | 0.8800               | 0.9361               |
| 117º                     | Garuva                       | 0.7615                  | 0.6058               | 0.7702               | 0.9086               |
| 118º                     | Faxinal dos Guedes           | 0.7613                  | 0.5846               | 0.8087               | 0.8907               |
| 119º                     | São Domingos                 | 0.7613                  | 0.4698               | 0.8725               | 0.9416               |
| 120º                     | Trombudo Central             | 0.7612                  | 0.5234               | 0.8707               | 0.8895               |
| 121º                     | Salete                       | 0.7607                  | 0.5915               | 0.8731               | 0.8175               |
| 122º                     | Monte Carlo                  | 0.7605                  | 0.5833               | 0.8047               | 0.8934               |
| 123º                     | Nova Trento                  | 0.7582                  | 0.6626               | 0.8458               | 0.7664               |
| 124º                     | Apiúna                       | 0.7580                  | 0.5820               | 0.8469               | 0.8451               |
| 125º                     | Imbuia                       | 0.7560                  | 0.4722               | 0.8594               | 0.9363               |
| 126º                     | Guatambú                     | 0.7553                  | 0.6056               | 0.8296               | 0.8307               |
| 127º                     | Siderópolis                  | 0.7552                  | 0.6043               | 0.8545               | 0.8069               |
| 128º                     | Catanduvas                   | 0.7548                  | 0.6046               | 0.8354               | 0.8242               |
| 129º                     | Forquilhinha                 | 0.7545                  | 0.5767               | 0.8641               | 0.8226               |
| 130º                     | Turvo                        | 0.7543                  | 0.6758               | 0.8954               | 0.6917               |
| 131º                     | Jardinópolis                 | 0.7538                  | 0.4603               | 0.8973               | 0.9039               |
| 132º                     | Ibirama                      | 0.7531                  | 0.5673               | 0.8648               | 0.8272               |
| 133º                     | Itapoá                       | 0.7528                  | 0.5250               | 0.8534               | 0.8801               |
| 134º                     | Benedito Novo                | 0.7518                  | 0.6115               | 0.7976               | 0.8462               |
| 135º                     | José Boiteux                 | 0.7515                  | 0.6128               | 0.8064               | 0.8353               |
| 136º                     | Guaraciaba                   | 0.7494                  | 0.5803               | 0.8760               | 0.7918               |
| 137º                     | Rio Rufino                   | 0.7476                  | 0.5931               | 0.7266               | 0.9232               |
| 138º                     | Campo Erê                    | 0.7473                  | 0.4935               | 0.8783               | 0.8701               |
| 139º                     | Nova Veneza                  | 0.7471                  | 0.6448               | 0.8994               | 0.6971               |
| 140º                     | Biguaçu                      | 0.7470                  | 0.5945               | 0.7612               | 0.8854               |
| 141º                     | Penha                        | 0.7458                  | 0.5770               | 0.8136               | 0.8468               |
| 142º                     | Formosa do Sul               | 0.7448                  | 0.4649               | 0.8624               | 0.9071               |
| 143º                     | Jacinto Machado              | 0.7444                  | 0.5730               | 0.8390               | 0.8213               |
| 144º                     | Doutor Pedrinho              | 0.7441                  | 0.5687               | 0.7713               | 0.8923               |
| 145º                     | Presidente Castello Branco   | 0.7433                  | 0.4530               | 0.8808               | 0.8960               |
| 146º                     | Tunápolis                    | 0.7432                  | 0.5630               | 0.9014               | 0.7653               |
| 147º                     | São Martinho                 | 0.7422                  | 0.6065               | 0.8880               | 0.7323               |
| 148º                     | Águas Frias                  | 0.7422                  | 0.5671               | 0.9018               | 0.7578               |
| 149º                     | Campos Novos                 | 0.7419                  | 0.6453               | 0.8094               | 0.7711               |
| 150º                     | Lajeado Grande               | 0.7412                  | 0.5075               | 0.8149               | 0.9013               |
| 151º                     | Frei Rogério                 | 0.7409                  | 0.5302               | 0.8973               | 0.7952               |
| 152º                     | Curitibanos                  | 0.7409                  | 0.6687               | 0.8310               | 0.7230               |
| 153º                     | Praia Grande                 | 0.7407                  | 0.4547               | 0.8797               | 0.8876               |
| 154º                     | Iporã do Oeste               | 0.7406                  | 0.4881               | 0.8748               | 0.8588               |
| 155º                     | Itaiópolis                   | 0.7402                  | 0.4774               | 0.8111               | 0.9321               |
| 156º                     | Sul Brasil                   | 0.7396                  | 0.4663               | 0.8849               | 0.8675               |
| 157º                     | Irani                        | 0.7392                  | 0.4618               | 0.8284               | 0.9273               |
| 158º                     | Saltinho                     | 0.7389                  | 0.4744               | 0.8070               | 0.9352               |
| 159º                     | Schroeder                    | 0.7384                  | 0.4379               | 0.8465               | 0.9310               |
| 160º                     | Ilhota                       | 0.7378                  | 0.5574               | 0.8501               | 0.8060               |
| 161º                     | Herval d'Oeste               | 0.7376                  | 0.5350               | 0.8090               | 0.8686               |
| 162º                     | Mirim Doce                   | 0.7375                  | 0.4614               | 0.8740               | 0.8773               |
| 163º                     | Abelardo Luz                 | 0.7367                  | 0.6114               | 0.7698               | 0.8289               |
| 164º                     | Lindóia do Sul               | 0.7349                  | 0.5492               | 0.8562               | 0.7993               |
| 165º                     | Rio das Antas                | 0.7344                  | 0.5139               | 0.8461               | 0.8433               |
| 166º                     | Botuverá                     | 0.7341                  | 0.5043               | 0.8063               | 0.8916               |
| 167º                     | Presidente Nereu             | 0.7331                  | 0.5111               | 0.8208               | 0.8675               |
| 168º                     | Vidal Ramos                  | 0.7319                  | 0.4261               | 0.8561               | 0.9136               |
| 169º                     | Vitor Meireles               | 0.7311                  | 0.5830               | 0.7749               | 0.8355               |
| 170º                     | Planalto Alegre              | 0.7309                  | 0.4781               | 0.8763               | 0.8382               |
| 171º                     | Leoberto Leal                | 0.7309                  | 0.4342               | 0.8737               | 0.8847               |
| 172º                     | Pedras Grandes               | 0.7307                  | 0.6579               | 0.8137               | 0.7206               |
| 173º                     | Vargem Bonita                | 0.7300                  | 0.5617               | 0.8359               | 0.7925               |
| 174º                     | São Francisco do Sul         | 0.7297                  | 0.5327               | 0.7997               | 0.8567               |
| 175º                     | Lacerdópolis                 | 0.7288                  | 0.5329               | 0.8677               | 0.7860               |
| 176º                     | Agrolândia                   | 0.7280                  | 0.4944               | 0.8452               | 0.8444               |
| 177º                     | Tijucas                      | 0.7279                  | 0.6137               | 0.8336               | 0.7364               |
| 178º                     | Erval Velho                  | 0.7275                  | 0.4913               | 0.8728               | 0.8183               |
| 179º                     | Tangará                      | 0.7267                  | 0.6024               | 0.8735               | 0.7042               |
| 180º                     | Porto União                  | 0.7266                  | 0.4498               | 0.8231               | 0.9068               |
| 181º                     | Atalanta                     | 0.7265                  | 0.4512               | 0.8752               | 0.8531               |
| 182º                     | Irati                        | 0.7262                  | 0.4626               | 0.8308               | 0.8851               |
| 183º                     | Guarujá do Sul               | 0.7258                  | 0.5532               | 0.8721               | 0.7521               |
| 184º                     | Ouro                         | 0.7255                  | 0.5134               | 0.8946               | 0.7685               |
| 185º                     | Ibicaré                      | 0.7254                  | 0.5556               | 0.8132               | 0.8074               |
| 186º                     | Dionísio Cerqueira           | 0.7244                  | 0.4691               | 0.8164               | 0.8877               |
| 187º                     | Arabutã                      | 0.7244                  | 0.4422               | 0.8716               | 0.8593               |
| 188º                     | Águas Mornas                 | 0.7234                  | 0.4141               | 0.8439               | 0.9120               |
| 189º                     | Ipira                        | 0.7224                  | 0.4130               | 0.9033               | 0.8509               |
| 190º                     | Romelândia                   | 0.7205                  | 0.4198               | 0.8623               | 0.8794               |
| 191º                     | Mondaí                       | 0.7204                  | 0.5556               | 0.8673               | 0.7383               |
| 192º                     | União do Oeste               | 0.7203                  | 0.4599               | 0.8065               | 0.8945               |
| 193º                     | Riqueza                      | 0.7197                  | 0.4849               | 0.8375               | 0.8366               |
| 194º                     | Rio Fortuna                  | 0.7179                  | 0.4463               | 0.8633               | 0.8440               |
| 195º                     | Princesa                     | 0.7172                  | 0.5854               | 0.8503               | 0.7158               |
| 196º                     | Passos Maia                  | 0.7166                  | 0.5936               | 0.7918               | 0.7645               |
| 197º                     | São Miguel da Boa Vista      | 0.7166                  | 0.4327               | 0.8111               | 0.9060               |
| 198º                     | Correia Pinto                | 0.7164                  | 0.5233               | 0.8293               | 0.7968               |
| 199º                     | Coronel Martins              | 0.7163                  | 0.4136               | 0.8590               | 0.8764               |
| 200º                     | Ponte Serrada                | 0.7159                  | 0.5396               | 0.8449               | 0.7633               |
| 201º                     | Sangão                       | 0.7151                  | 0.6651               | 0.7651               | 0.7152               |
| 202º                     | Santa Rosa de Lima           | 0.7150                  | 0.4368               | 0.8718               | 0.8365               |
| 203º                     | Marema                       | 0.7143                  | 0.3855               | 0.8614               | 0.8958               |
| 204º                     | Paulo Lopes                  | 0.7139                  | 0.5325               | 0.7205               | 0.8888               |
| 205º                     | Angelina                     | 0.7134                  | 0.4494               | 0.8425               | 0.8484               |
| 206º                     | São Cristovão do Sul         | 0.7126                  | 0.6832               | 0.7508               | 0.7039               |
| 207º                     | Morro da Fumaça              | 0.7125                  | 0.6495               | 0.8426               | 0.6455               |
| 208º                     | Água Doce                    | 0.7120                  | 0.6866               | 0.8169               | 0.6325               |
| 209º                     | Macieira                     | 0.7111                  | 0.5205               | 0.7740               | 0.8388               |
| 210º                     | Bom Jesus do Oeste           | 0.7110                  | 0.3938               | 0.8344               | 0.9049               |
| 211º                     | Bocaina do Sul               | 0.7109                  | 0.4175               | 0.7778               | 0.9374               |
| 212º                     | Zortéa                       | 0.7105                  | 0.4426               | 0.8533               | 0.8357               |
| 213º                     | Jupiá                        | 0.7098                  | 0.4351               | 0.8021               | 0.8921               |
| 214º                     | Rio do Campo                 | 0.7097                  | 0.5724               | 0.8693               | 0.6874               |
| 215º                     | São João Batista             | 0.7094                  | 0.6165               | 0.7895               | 0.7222               |
| 216º                     | Jaguaruna                    | 0.7091                  | 0.6011               | 0.8070               | 0.7192               |
| 217º                     | Treze de Maio                | 0.7077                  | 0.5706               | 0.8162               | 0.7363               |
| 218º                     | Governador Celso Ramos       | 0.7061                  | 0.4394               | 0.8180               | 0.8609               |
| 219º                     | Bela Vista do Toldo          | 0.7059                  | 0.3865               | 0.7747               | 0.9564               |
| 220º                     | Meleiro                      | 0.7055                  | 0.4951               | 0.8783               | 0.7432               |
| 221º                     | Galvão                       | 0.7051                  | 0.4126               | 0.8276               | 0.8752               |
| 222º                     | Otacílio Costa               | 0.7032                  | 0.5670               | 0.8133               | 0.7294               |
| 223º                     | Passo de Torres              | 0.7022                  | 0.5210               | 0.7334               | 0.8523               |
| 224º                     | Santa Rosa do Sul            | 0.7022                  | 0.4435               | 0.8463               | 0.8167               |
| 225º                     | Abdon Batista                | 0.7015                  | 0.5578               | 0.8687               | 0.6782               |
| 226º                     | Caxambu do Sul               | 0.7012                  | 0.5143               | 0.7657               | 0.8235               |
| 227º                     | Morro Grande                 | 0.7010                  | 0.5761               | 0.8423               | 0.6845               |
| 228º                     | Camboriú                     | 0.6998                  | 0.5100               | 0.7701               | 0.8194               |
| 229º                     | Iraceminha                   | 0.6995                  | 0.3120               | 0.9168               | 0.8699               |
| 230º                     | Agronômica                   | 0.6990                  | 0.4288               | 0.7724               | 0.8957               |
| 231º                     | Papanduva                    | 0.6990                  | 0.5161               | 0.7984               | 0.7826               |
| 232º                     | Cunhataí                     | 0.6968                  | 0.4207               | 0.8630               | 0.8068               |
| 233º                     | Irineópolis                  | 0.6964                  | 0.4153               | 0.8380               | 0.8358               |
| 234º                     | Celso Ramos                  | 0.6953                  | 0.4099               | 0.8747               | 0.8012               |
| 235º                     | Anitápolis                   | 0.6948                  | 0.4545               | 0.7743               | 0.8557               |
| 236º                     | Santiago do Sul              | 0.6947                  | 0.4060               | 0.7883               | 0.8898               |
| 237º                     | São Joaquim                  | 0.6946                  | 0.5918               | 0.7370               | 0.7548               |
| 238º                     | Laguna                       | 0.6941                  | 0.4081               | 0.8069               | 0.8673               |
| 239º                     | Ipuaçu                       | 0.6924                  | 0.6007               | 0.7354               | 0.7412               |
| 240º                     | Matos Costa                  | 0.6909                  | 0.5176               | 0.7491               | 0.8059               |
| 241º                     | Alfredo Wagner               | 0.6902                  | 0.4959               | 0.7489               | 0.8258               |
| 242º                     | Palmeira                     | 0.6892                  | 0.4891               | 0.8112               | 0.7673               |
| 243º                     | Entre Rios                   | 0.6890                  | 0.5033               | 0.7407               | 0.8230               |
| 244º                     | Belmonte                     | 0.6873                  | 0.3887               | 0.7743               | 0.8989               |
| 245º                     | Ibiam                        | 0.6870                  | 0.3708               | 0.8868               | 0.8035               |
| 246º                     | Ouro Verde                   | 0.6867                  | 0.4751               | 0.7900               | 0.7950               |
| 247º                     | Santa Terezinha              | 0.6858                  | 0.3611               | 0.8415               | 0.8548               |
| 248º                     | Palma Sola                   | 0.6846                  | 0.4411               | 0.8448               | 0.7678               |
| 249º                     | Flor do Sertão               | 0.6840                  | 0.4776               | 0.7627               | 0.8116               |
| 250º                     | Maracajá                     | 0.6838                  | 0.5431               | 0.7973               | 0.7111               |
| 251º                     | Capivari de Baixo            | 0.6826                  | 0.3709               | 0.8059               | 0.8709               |
| 252º                     | Rancho Queimado              | 0.6819                  | 0.5451               | 0.8469               | 0.6537               |
| 253º                     | Santa Cecília                | 0.6805                  | 0.6432               | 0.7288               | 0.6695               |
| 254º                     | Santa Helena                 | 0.6802                  | 0.4295               | 0.8590               | 0.7521               |
| 255º                     | Capão Alto                   | 0.6796                  | 0.6380               | 0.7428               | 0.6581               |
| 256º                     | Tigrinhos                    | 0.6792                  | 0.2769               | 0.8282               | 0.9325               |
| 257º                     | Ermo                         | 0.6780                  | 0.4960               | 0.8215               | 0.7165               |
| 258º                     | Balneário Arroio do Silva    | 0.6771                  | 0.4387               | 0.8069               | 0.7857               |
| 259º                     | Urubici                      | 0.6763                  | 0.5170               | 0.7835               | 0.7284               |
| 260º                     | Canelinha                    | 0.6756                  | 0.4270               | 0.8004               | 0.7994               |
| 261º                     | Paial                        | 0.6753                  | 0.4378               | 0.8228               | 0.7652               |
| 262º                     | Chapadão do Lageado          | 0.6752                  | 0.3169               | 0.8050               | 0.9037               |
| 263º                     | Alto Bela Vista              | 0.6732                  | 0.3167               | 0.8368               | 0.8660               |
| 264º                     | Balneário Barra do Sul       | 0.6721                  | 0.3908               | 0.7908               | 0.8348               |
| 265º                     | Anita Garibaldi              | 0.6695                  | 0.3726               | 0.8531               | 0.7829               |
| 266º                     | Bandeirante                  | 0.6691                  | 0.3235               | 0.7899               | 0.8940               |
| 267º                     | São João do Sul              | 0.6688                  | 0.3737               | 0.8173               | 0.8155               |
| 268º                     | Novo Horizonte               | 0.6669                  | 0.3518               | 0.7910               | 0.8580               |
| 269º                     | Barra Bonita                 | 0.6633                  | 0.3565               | 0.7678               | 0.8657               |
| 270º                     | Timbó Grande                 | 0.6631                  | 0.5121               | 0.7457               | 0.7316               |
| 271º                     | Balneário Gaivota            | 0.6629                  | 0.3902               | 0.8045               | 0.7940               |
| 272º                     | Painel                       | 0.6604                  | 0.4755               | 0.6872               | 0.8185               |
| 273º                     | São Bonifácio                | 0.6562                  | 0.3144               | 0.8909               | 0.7632               |
| 274º                     | Xavantina                    | 0.6499                  | 0.4546               | 0.7923               | 0.7027               |
| 275º                     | Santa Terezinha do Progresso | 0.6482                  | 0.3237               | 0.7390               | 0.8818               |
| 276º                     | Vargem                       | 0.6479                  | 0.3710               | 0.8152               | 0.7574               |
| 277º                     | Timbé do Sul                 | 0.6469                  | 0.4650               | 0.8020               | 0.6738               |
| 278º                     | Águas de Chapecó             | 0.6410                  | 0.2586               | 0.7948               | 0.8695               |
| 279º                     | Major Vieira                 | 0.6386                  | 0.3288               | 0.7712               | 0.8157               |
| 280º                     | Bom Jardim da Serra          | 0.6378                  | 0.3509               | 0.7605               | 0.8018               |
| 281º                     | Monte Castelo                | 0.6370                  | 0.3705               | 0.7817               | 0.7589               |
| 282º                     | Campo Belo do Sul            | 0.6321                  | 0.4564               | 0.7804               | 0.6596               |
| 283º                     | Imaruí                       | 0.6282                  | 0.3800               | 0.7856               | 0.7190               |
| 284º                     | Ponte Alta                   | 0.6261                  | 0.4146               | 0.7524               | 0.7114               |
| 285º                     | São José do Cerrito          | 0.6260                  | 0.4335               | 0.7604               | 0.6841               |
| 286º                     | Lebon Régis                  | 0.6197                  | 0.5727               | 0.7515               | 0.5348               |
| 287º                     | Cerro Negro                  | 0.6152                  | 0.3294               | 0.7593               | 0.7567               |
| 288º                     | Brunópolis                   | 0.6131                  | 0.3594               | 0.7781               | 0.7016               |
| Desenvolvimento regular  |                              |                         |                      |                      |                      |
| 289º                     | Major Gercino                | 0.5958                  | 0.3480               | 0.7098               | 0.7294               |
| 290º                     | Bom Retiro                   | 0.5939                  | 0.4658               | 0.7321               | 0.5837               |
| 291º                     | Calmon                       | 0.5800                  | 0.3874               | 0.7699               | 0.5828               |
| Desenvolvimento baixo    |                              |                         |                      |                      |                      |
| nenhum município         |                              |                         |                      |                      |                      |
| Sem dados                |                              |                         |                      |                      |                      |
| NP                       | Nova Erechim                 | ND                      | ND                   | 0.8953               | 0.8257               |
| NP                       | Petrolândia                  | ND                      | ND                   | 0.8503               | 0.6805               |
| Balneário Rincão         |                              |                         |                      |                      |                      |
| Pescaria Brava           |                              |                         |                      |                      |                      |